# Annette Vilhelmsen

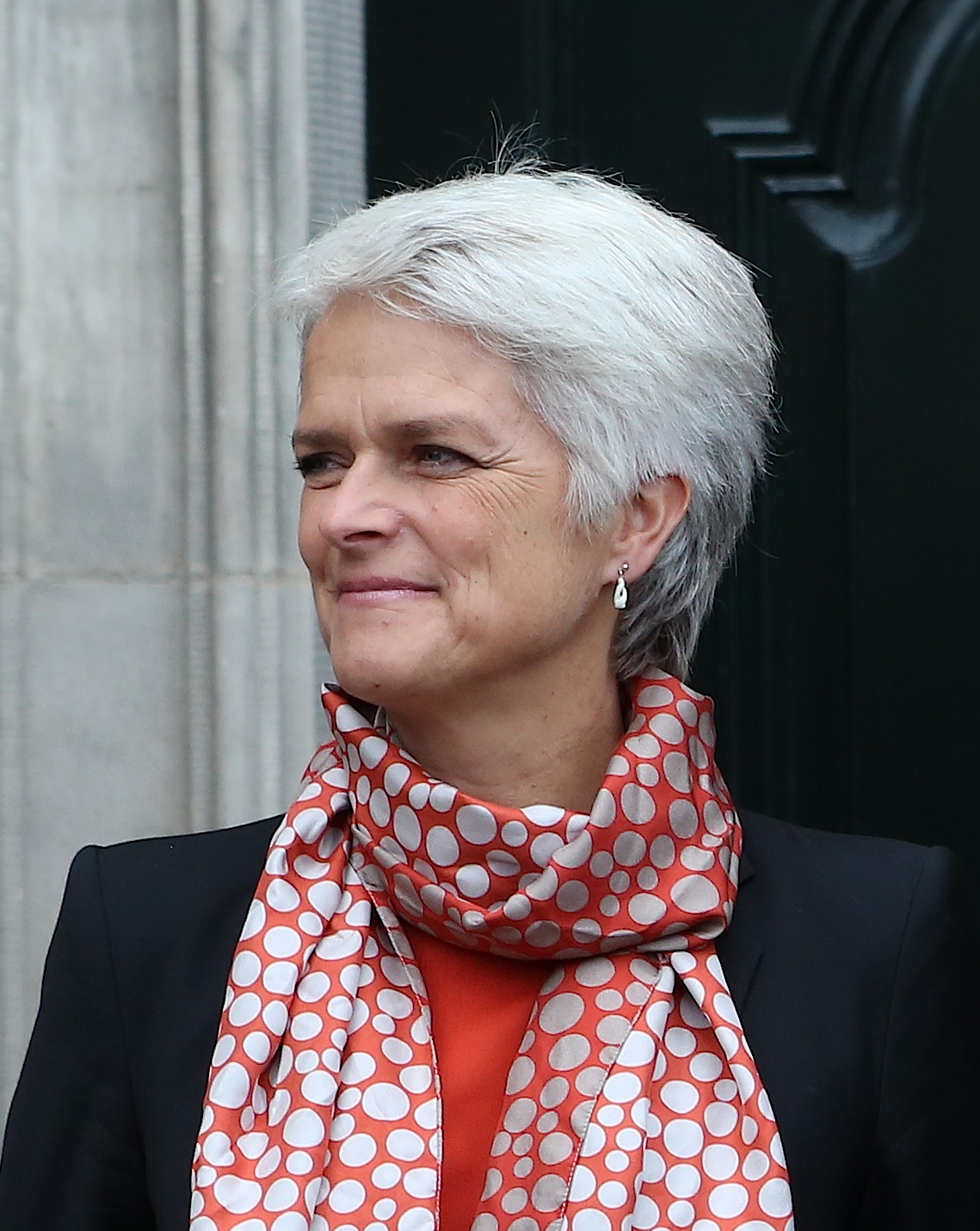
Annette Vilhelmsen

Annette Vilhelmsen (* 24. Oktober 1959 in Svendborg) ist eine dänische Politikerin der Socialistik Folkeparti (Sozialistischen Volkspartei).

## Leben
Annette Vilhelmsen arbeitete von 1983 bis 2001 als Lehrerin. Seit 2001 war sie Gemeinderatsmitglied in Kerteminde. Nach der Folketingswahl 2011 zog sie ins Folketing ein. Als Villy Søvndal im September 2012 vom Parteivorsitz zurücktrat, kündigte sie ihre Kandidatur an. Am 13. Oktober 2012 wurde sie in einem Mitgliederentscheid zur neuen Vorsitzenden der SF gewählt. Ihre Konkurrentin Astrid Krag erhielt nur ein Drittel der Stimmen.
Am 16. Oktober 2012 trat sie als Industrie- und Wachstumsministerin ins Kabinett Thorning-Schmidt I ein. Um das soziale Profil ihrer Partei in der Öffentlichkeit zu schärfen, wechselte sie am 9. August 2013 ins Sozialministerium. Die Regierungskrise um den Verkauf des Energieunternehmens Dong Energy führte am 30. Januar 2014 zu ihrem Rücktritt vom Parteivorsitz und beendete die Regierungsbeteiligung der SF. Die Regierung beabsichtigte, mit Unterstützung auch aus der Opposition, 19 Prozent des Unternehmens an die amerikanische Bank Goldman Sachs zu verkaufen, wogegen über 200.000 Dänen eine Onlinepetition unterzeichneten.
Bei der Folketingswahl 2015 konnte sie nicht erneut ins Parlament einziehen, weil sie nach Vorzugsstimmen parteiintern Karsten Hønge unterlag, der zu den scharfen Kritikern des Dong-Verkaufs gehört hatte.
Annette Vilhelmsen ist verheiratet und hat zwei Kinder.